# 亨利·恩特威斯爾
亨利·恩特威斯爾（英語：Harry Entwistle；1940年5月31日—）為英國籍天主教會司鐸、宗座總書記官、前聖公會神職人員，曾於2012年至2019年擔任天主教南十字聖母個別教長管轄區的首任教長。

## 生平

### 早年生活
恩特威斯爾於1940年5月31日生於英國蘭開夏郡喬利鎮，原是一名聖公宗信友，早年於杜倫大學接受神學培育。

### 聖公宗時期
恩特威斯爾於1964年被按立為聖公會布萊克本教區的牧師，曾擔任監獄專職司鐸。1998年，他移民到澳洲去服務當地的當區和監獄院舍。

### 天主教時期
2009年11月4日，教宗本篤十六世發表宗座憲令《聖公會的結合》，容許聖公會的信徒及神職人員加入天主教會，並特別容許已婚的聖公會神職人員加入天主教會後，領受天主教會的司鐸聖秩。
恩特威斯爾於2012年6月15日在珀斯總教區的聖母無原罪主教座堂被祝聖為天主教會的司鐸。並且在同日他被委任為天主教南十字聖母個別教長管轄區的首任教長。
由於恩特威斯爾本身已婚，所以他不能被祝聖為天主教會的主教，但教宗本篤十六世授予他「宗座總書記官」的最高級別的蒙席頭銜，他受特別允許穿戴權戒和主教冠，還有手持牧杖等傳統的主教儀式配件。
恩特威斯爾於2019年3月26日正式榮休。